# Sector primari
En economia el sector primari es refereix a totes les activitats que extreuen dels recursos naturals per obtenir productes primaris; és a dir, en primeres matèries per a altres indústries, que s'anomena sector secundari. Les activitats del sector primari són l'agricultura, la ramaderia, la pesca, la caça, la silvicultura i l'explotació forestal, i la mineria (extracció de minerals i combustibles fòssils), tot i que aquesta última categoria se sol tractar per separat, com a indústria energètica o sector energètic, o el sector industrial, és a dir, s'agrupa sovint amb el sector secundari.
Les indústries manufactureres -i principalment les agroalimentàries- que agrupen, empaquen, purifiquen o processen la primera matèria a prop dels productors primaris es consideren part d'aquest sector, especialment si la primera matèria necessita aquest procés per a vendre's o transportar-se a les indústries que en faran ús.
El sector primari és, sovint, la base de l'economia de la majoria dels països no industrialitzats, i hi ocupa un percentatge molt elevat de la població. Als països industrialitzats, tanmateix, el sector primari es desenvolupa més amb la indústria de l'alta tecnologia, com ara la mecanització de l'agricultura; per exemple, l'ús de sistemes de reg mecanitzats que requereixen menys mà d'obra.
El sector primari comprèn totes les activitats relacionades amb l'extracció i producció d'aliments i matèries primeres directament del medi natural per a la indústria. El repte actual per al sector primari és produir aliments de manera sostenible. Les activitats productives (que s'obtenen del medi natural per mitjà de l'home) del sector primari són l'agricultura, la ramaderia, la pesca i la silvicultura, mentres que les activitats extractives (que s'obtenen directament de la natura sense la intervenció de l'home) són la recol·lecció, la mineria, l'explotació forestal, la caça i la piscifactoria.

## Agricultura
L'agricultura és el conjunt d'activitats econòmiques i tècniques relacionades amb el tractament del sòl i el conreu de la terra, per la producció d'aliments vegetals destinats al consum humà o animal i matèries primeres per a la indústria. L'agricultura depèn de dos tipus de factors: els físics i els humans.

### Els factors físics
1. Relleu: L'agricultura se sol localitzar a les planes, on el terreny és favorable per a la mecanització. Per aprofitar el terreny dels vessants de les muntanyes, s'hi construeixen bancals o feixes.
2. Clima: Cada conreu necessita unes condicions climàtiques, de temperatura i d'humitat, per créixer. Les condicions no extremes són normalment les més adequades.
3. Sòl: Les plantes necessiten un sòl fèrtil, amb una composició i sals minerals determinades.

### Els factors humans
1. Augment de la població: Requereix una producció més elevada d'aliments. Cal disposar de terrenys agrícoles.
2. Polítiques agràries: s'apliquen plans de millora per a contribuir al desenvolupament agrícola.
3. Mitjans tècnics i destinació final de la collita: Agricultura de subsistència VS Agricultura de mercat

### L'agricultura d'avui
L'agricultura, avui en dia, representa un 3% del valor total de la producció mundial en els països desenvolupats. En els països subdesenvolupats o en vies de desenvolupament, aquest sector ocupa un percentatge molt major, rondant el 80% en algun cas molt extrem. Això vol dir que la riquesa d'un país subdesenvolupat es basa, majoritàriament, en l'agricultura, mentres que en un país desenvolupat o primermundista, aquesta branca del sector primari no representa una ocupació gaire elevada.

### Els paisatges agraris
Un paisatge agrari és un espai natural que ha estat modificat per l'acció humana amb l'objectiu d'obtenir productes de la natura. Els paisatges agraris estan caracteritzats per les parcel·les, per els sistemes de conreu i per el poblament rural.
Segons les parcel·les tenim:
1. Segons la grandària:
  1. Minifundi: parcel·les molt petites on és difícil viure-hi.
  2. Latifundi: explotacions molt grans, amb conreus extensius i molt mecanitzades.
2. Segons la forma:
  1. Regulars: forma geomètrica
  2. Irregulars: sense cap forma geomètrica definida
3. Segons els límits:
  1. Camps closos (bocage): Parcel·les amb límits; clarament separades
  2. Camps oberts (Openfield): Parcel·les sense separació clara

Segons els sistemes de conreu tenim:
1. Segons l'ús de sistemes de reg:
  1. Agricultura de regadiu: utilitza sistemes de reg artificials
  2. Agricultura de secà: utilitza únicament l'aigua natural com a sistema de reg
2. Segons la varietat d'espècies:
  1. Monoconreu: només es conrea una espècie
  2. Policonreu: es conrea més d'una espècie
3. Segons el grau d'aprofitament del sòl:
  1. Agricultura extensiva: utilitza molt de terreny i poca mà d'obra
  2. Agricultura intensiva: intenta obtenir el màxim rendiment en el mínim espai possible amb grans inversions de treball i capital

Segons el poblament rural tenim: 
1. Tipus:
  1. Dispers: la població viu en masies disperses pel camp
  2. Concentrat: la població viu junta en un nucli de població

### Agricultura de subsistència VS Agricultura de Mercat
L'agricultura de subsistència es dedica a produir allò suficient per a satisfer les pròpies necessitats de la família (agricultura per a l'autoconsum). En canvi, l'agricultura de mercat es dedica a produir excedents per a vendre'ls al mercat i, així, obtenir un benefici econòmic.
L'agricultura de subsistència es troba en països en vies de desenvolupament, mentres que l'agricultura de mercat està situada en països primermundistes.

#### Tipus d'agricultura de subsistència
Itinerant per cremació: es fa talant una part del bosc o la sabana, cremant-la per a que les cendres facin de fertilitzant i conreant en ella durant 3 o 4 anys, fins que la terra s'esgota i es crema un altre tros. Les tècniques són molt rudimentàries, es conreen productes diversos per a l'autoconsum en parcel·les petites i la productivitat és molt baixa. Es practica en la zona equatorial d'Amèrica, Àsia, Àfrica i Oceania i a Indoxina.
Extensiva de secà: es basa en l'assosiació d'agricultura i ramaderia: la terra es divideix en tres parts i es deixa en guaret una part cada any per a que hi pasturi el bestiar i fertilitzi la terra amb els seus adobs naturals. Les tècniques són tradicionals, la productivitat baixa i es dedica majoritàriament a la subsistència, conreant sobretot cereals, però també altres conreus. Es localitza a Amèrica central i del sud, en Àfrica central i del sud i al sud d'Àsia.
Irrigada d'arrós: gràcies a les pluges abundants i la construcció de dics i canals es fan dues collites d'arrós a l'any a base d'un enorme esforç en treball i amb tècniques tradicionals. Els camps són petits, es conrea quasi exclusivament arròs per a menjar la família. Es localitza bàsicament al sud-est d'Àsia, on arriben las pluges monsòniques, i a la vall del Nil.

#### Tipus d'agricultura de mercat
Extensiva moderna de secà: dedica grans explotacions a un sol producte, amb maquinària i tècniques modernes i poca mà d'obra. Es localitza a Amèrica del nord, Europa i zones d'Austràlia i Argentina.
De plantació: cultiva enormes parcel·les dedicades al monoconreu de productes tropicals. Pertanyen a companyies estrangeres que compren la terra molt barata i abundant en països pobres i venen els productes als països rics. Les tècniques són tradicionals perquè disposen d'una mà d'obra molt barata i abunant. Es localitza a les zones tropicals i equatorials d'Amèrica, Àsia, Àfrica i Oceania.
Mediterrània de regadiu: es tracta de parcel·les mitjanes o petites que utilitzen tècniques tradicionals amb un treball molt intensiu. Es barreja el conreu hortofrutícula tradicional amb els monoconreus d'algunes zones. Es localitza al voltant del mar Mediterrani, Califòrnia, Xile i sud-Àfrica.

## Ramaderia
La ramaderia és la cria d'animals amb l'objectiu d'obtenir aliments i matèries primeres. Es classifica segons:
Segons el destí de producció: 
1. De subsistència: majoritàriament per a l'autoconsum
2. De mercat: els productes es destinen a la venda

Segons la inversió en capital i treball:
1. Extensiva: inversions escasses, poca mà d'obra, pastures a l'aire lliure i baixa productivitat.
2. Intensiva: fortes inversions i productivitat alta

Segons l'alimentació del bestiar:
1. No estabulada: el ramat s'alimenta de pastures naturals
2. Estabulada: el ramat està en granges o estables i s'alimenta de pinso
3. Semiestabulada: el ramat s'alimenta de pastures naturals quan és possible i de pinsos i farratges quan no hi ha pastures naturals

Segons la mobilitat del bestiar:
1. Nòmada: està en mobilitat contínua buscant pastures
2. Transhumant: pasturen en un lloc a l'hivern i en un altre a l'estiu, desplaçant-se dos cops l'any
3. Sedentària: sempre estan al mateix lloc

## L'activitat pesquera
La pesca és la captura de peixos i altres espècies aquàtiques per a utilitzar-los com a aliment o matèria primera per a la indústria. Les zones on les captures de peix són més abundants s'anomenen caladors.
Segons les tècniques utilitzades:
1. Pesca tradicional o artesana: es fa prop de la costa, amb tècniques de pesca tradicionals i la producció és escassa
2. Pesca industrial o de mercat: aconsegueix moltes captures amb una tecnologia avançada que requereix fortes inversions

Segons els llocs on es pesca:
1. Costanera o litoral: a prop de la costa, amb vaixells petits i diària
2. D'altura: a alta mar, amb tecnologia avançada i vaixells grans i durant setmanes
3. Gran pesca: en aigües llunyanes als continents, amb grans vaixells molt ben equipats i durant mesos

Els principals problemes de la pesca són la sobreexplotació dels recursos, la falta de caladors i la contaminació de les aigües. Per a no acabar amb els peixos cal establir temporades de veda, limitar les captures i controlar les dimensions mínimes de les espècies capturades, mirant de fer una explotació sostenible.
L'aqüicultura consisteix en la cria d'animals i de plantes en aigua dolça o en aigua salada. Quan es practica en aigües marines, les instal·lacions se situen en zones costaneres ben delimitades. Aquesta tècnica té força presència a la Xina, Indonèsia, l'Índia, els Estats Units i el Japó. Es conreen algues i es crien mol·luscs (musclos), crustacis (gambetes i llagostes) i alguns peixos (orada i llobarro).

## Explotació forestal i silvicultura
L'explotació dels boscos és l'extracció de recursos d'una superfície boscosa. En canvi, la silvicultura és el conreu dels boscos per a que siguin explotats d'una manera sostenible, té també un important valor paisatgístic i alhora resulta un element clau en l'equilibri ecològic.